# زنگ‌گندمی‌ها
زنگ‌گندمی‌ها (نام علمی: Puccinia) نام یک سرده از تیره گندم‌زنگان است.